# Skulska Wieś
Skulska Wieś – wieś w Polsce położona w województwie wielkopolskim, w powiecie konińskim, w gminie Skulsk.
| SIMC    | Nazwa   | Rodzaj    |
| ------- | ------- | --------- |
| 0294600 | Paniewo | część wsi |

Do 1954 roku istniała gmina Skulska Wieś. W latach 1975–1998 miejscowość administracyjnie należała do województwa konińskiego.

## Demografia
Poniższa demografia posiada dane z 2011
| Opis                                | Ogółem | Ogółem | Kobiety | Kobiety | Mężczyźni | Mężczyźni |
| ----------------------------------- | ------ | ------ | ------- | ------- | --------- | --------- |
| Jednostka                           | osób   | %      | osób    | %       | osób      | %         |
| Populacja                           | 340    | 100    | 172     | 50,59   | 168       | 49,41     |
| Wiek przedprodukcyjny (0–17 lat)    | 72     | 21,18  | 34      | 10      | 38        | 11,18     |
| Wiek produkcyjny (18–65 lat)        | 198    | 58,24  | 95      | 27,94   | 103       | 30,29     |
| Wiek poprodukcyjny (powyżej 65 lat) | 70     | 20,59  | 43      | 12,65   | 27        | 7,94      |